# Lukács család (etrekarcsai)
Az etrekarcsai Lukács család az Árpád-korból származó ősi magyar családok egyike.

## Története
Pozsony vármegye területéről származik a család, tagjai eredetileg várjobbágyok voltak. Oklevelekkel is kimutatható első őse Ethuruch vagy Ethre 1240-ben élt. Ez az ős 1248-ban Dénes nádortól, aki egyben pozsonyi ispán is volt, földjei mellé Korchan, avagy Karcsa község birtokát kapta. Címeres nemeslevelet csak később, 1434. március 12-én kapott Péter nevű leszármazottja Zsigmondtól. 1720. augusztus 20-án gróf Pálffy Miklós nádor Lukács Péter, György, Pál, Benedek és András számára új adománylevelet adott ki, mely adománylevélben megemlíti azt is, hogy a nevezett családtagok igazolták törvényes leszármazásukat és felmutatták Béla és László királyok okleveleit is, melyek Eturuch és fiai részére szólnak.